# Pre-auriculaire fistel

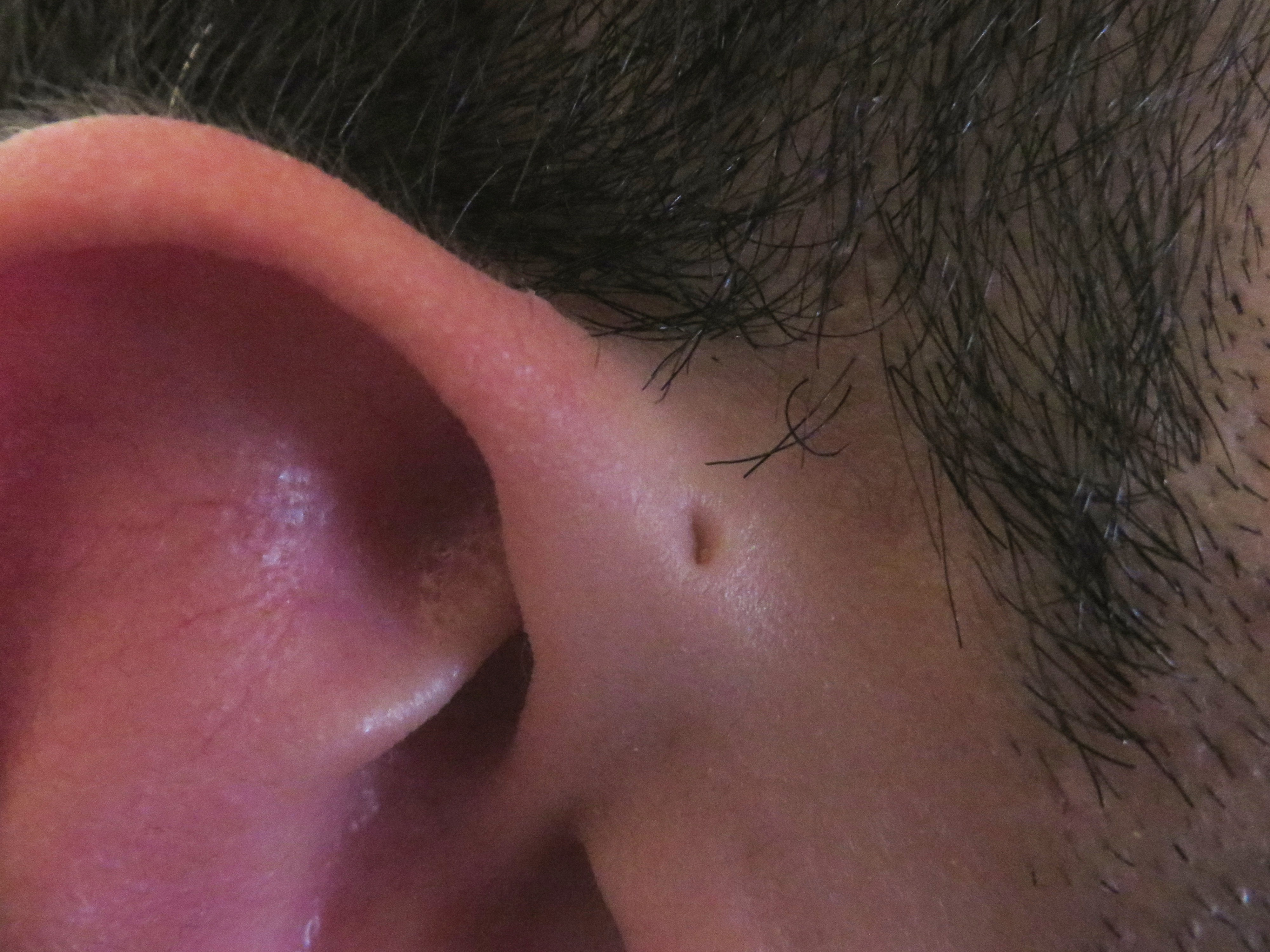
Pre-auriculaire fistel

Een pre-auriculaire fistel is het gevolg van een aangeboren afwijking die relatief vaak voorkomt. Hierbij is bij het het oor op de wang aan een of aan beide zijden een kleine opening aanwezig. Deze is het restant van de embryonale kieuwboog die niet helemaal gesloten is zoals gewoonlijk in een vroege embryonale fase al geschiedt. 
De fistel is gewoonlijk 1 à 1,5 cm diep en eindigt blind. Meestal heeft de afwijking geen ernstige consequenties, maar door infectie kan ze leiden tot hardnekkige pusproductie. Verwijdering van een overlast gevende fistel gebeurt door de kno-arts. Voor de operatie vindt onderzoek plaats om eventuele andere aangeboren afwijkingen op te sporen zodat daar rekening mee kan worden gehouden.